# Vico nel Lazio
Vico nel Lazio és un comune (municipi) de la província de Frosinone, a la regió italiana del Laci, situat a uns 70 km a l'est de Roma i a uns 15 km al nord de Frosinone.
Vico nel Lazio limita amb els municipis de Collepardo, Guarcino, Morino i Alatri.
A 1 de gener de 2019 tenia 2.193 habitants.